# Biserica de lemn din Șesuri

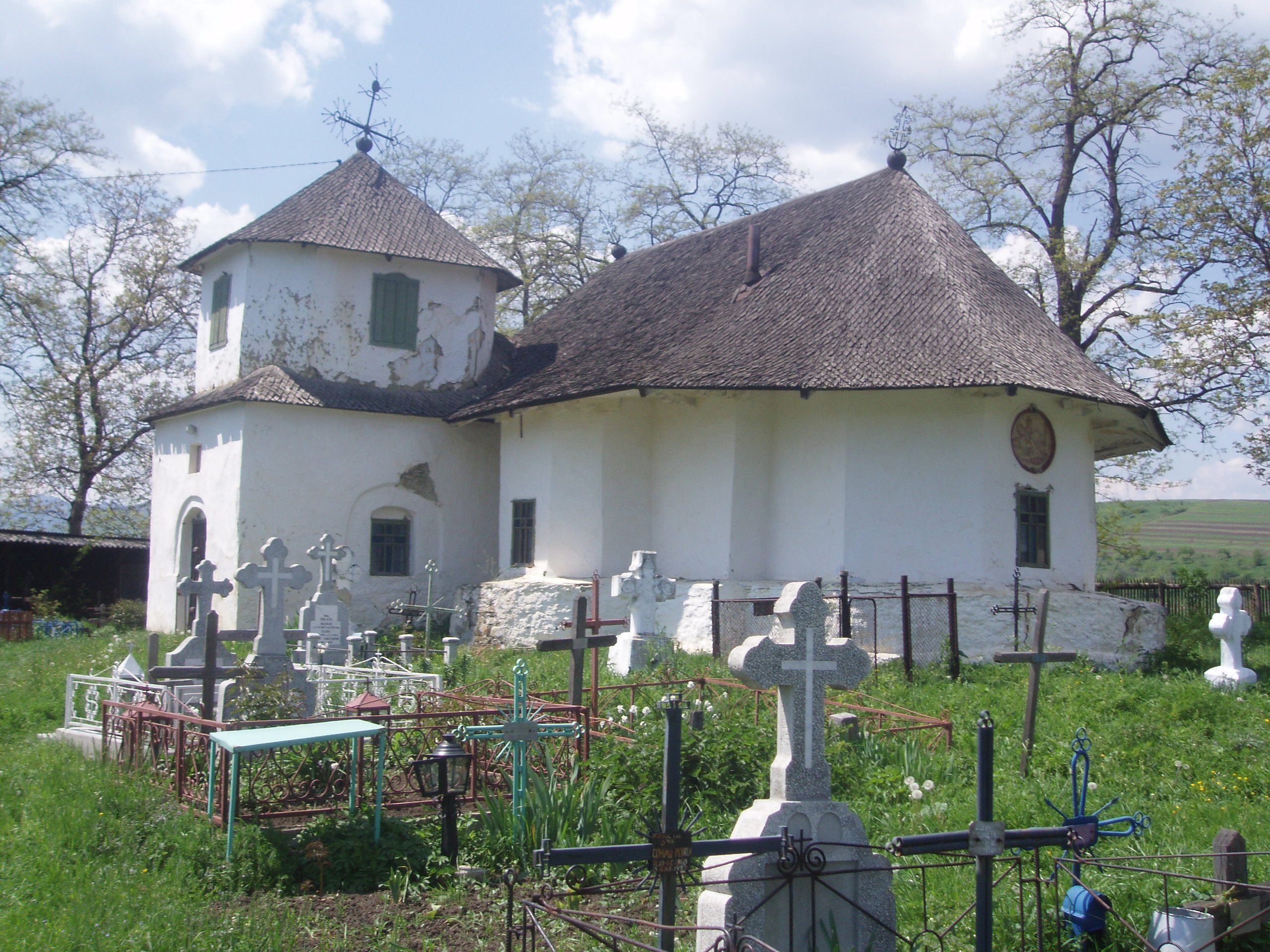
Biserica de lemn „Sf. Gheorghe”

Biserica de lemn „Sf. Gheorghe” din Șesuri a fost construită, conform Listei Monumentelor Istorice, în anul 1648. Biserica se află pe lista monumentelor istorice sub codul LMI:  BC-II-m-B-00903. Codul RAN este 23421.01.
Biserica se află în cimitirul satului Șesuri, comuna Măgirești, județul Bacău.